# Satelitski internet
Satelitski internet je način pristupa internetu posredovanjem umjetnog satelita. Najbolja primjena tehnologije je na udaljenim, izoliranim lokacijama, koje inače ne bi imale, ili bi imale lošu povezanost na internet.

## Oblici

### Jednosmjerni
Kod jednosmjernog pristupa se "downlink", tj. skidanje podataka s interneta vrši posredstvom satelita, a "uplink", tj. stavljanje podataka se vrši nekim drugim načinom (npr. dial-up, GSM, ADSL ). Ovakav način korištenja proizlazi iz činjenice, kako se u praktičnoj uporabi skine veća količina podataka, nego što se pošalje natrag. Dakle, povratni kanal može biti i manjeg kapaciteta. Kod ovakvog načina rada, nužno je imati neki povratni kanal.

### Dvosmjerni
Dvosmjerni internet koristi satelit i za uplink i za downlink. Prednost ovakvog načina korištenja je ta, jer je za pristup potrebna samo satelitska antena s posebnim LNB-om, koji ima i prijemni i predajni dio. Nedostatak ovoga načina je taj, kako je pod određenim zakonskim odredbama u nekim zemljama nužno imati licence na frekvencije odašiljanja, koje se koriste u svrhu internet pristupa.
Primanje podataka je generalno dozvoljeno (osim u rijetkim zemljama) bez posebne licence, osim možebitnih naknada, ovisno o zakonu zemlje (npr. RTV pretplata je nužna i sl.).
Povratni kanal je satelit sam, te je ova tehnologija idealna za izolirane lokacije.

## Izazovi tehnologije

### Visoka latencija
Zbog velikog razmaka između umjetnog satelita i satelitske antene, dolazi do znatnog kašnjenja u signalu, u odnosu na druge tehnologije. Ovo svojstvo otežava koristiti aplikacije, koje zahtijevaju nisko vrijeme odaziva (ping), kao npr. mrežne igre, te dolazi do desinkroniziranosti.

### Transparencija nasuport brzine prenošenja
Budući da svi klijenti pristupnici dijele isti satelit, potrebno je podijeliti ukupnu moguću brzinu prenošenja na sve njih, dakle maksimalna brzina se dijeli na sve njih, i svatko dobije samo dio brzine. Dakle brzina ovisi o broju korisnika. Često se koristi proxy, kako bi se brzina nešto povećala, posebno u jednosmjernoj varijanti.

### (Slow start) Spori početak
Protokol TCP nije originalno predviđen za dugačka vremena puta podataka (klijent-satelit-server i natrag) kakvi se javljaju kod satelitskog interneta, te zbog toga može doći čak i do znatno manje brzine od teoretske. Posljedice ovoga problem se mogu smanjiti koristeći proxy. Pritom se provjerava zahtjev, te, ako već postoji lokalna kopija, šalje se ona, umjesto ponovnog traženja slanja istih podataka. Isto tako, procijenjuje se veličina traženih podataka, te se optimizira prijenos, čime se postiže poboljšanje iskorištenosti.